# Start Something
Start Something  (рус. Начни что-нибудь) — второй студийный альбом валлийской рок-группы Lostprophets, выпущенный 2 февраля 2004 года на лейбле Visible Noise Records. Альбом достиг коммерческого успеха, достигнув 33 места в Billboard 200 и
высокие позиции в чартах по всему миру. В 2004 году альбом стал «платиновым» по версии BPI.

## Запись
Продюсером альбома был Эрик Валентайн. Он известен по работе с такими группами, как Queens of the Stone Age и Good Charlotte. MTV сообщило, что название альбома было выбрано по двум причинам. Во-первых, группа хотела мотивировать людей, которые хотели бы многое сделать, но никогда не имели повода для этого. Во-вторых, сами участники считают, что именно этот альбом — их первый серьёзный шаг в музыке, потому что Thefakesoundofprogress, задуманный сначала как очередное демо, не отражает их музыкальные стремления и способности.

## Песни
«Burn Burn», первый сингл со Start Something, был выпущен осенью 2003 года, став одной из самых успешных песен с альбома в рок-чартах. Сингл занял 81 место в Немецком чарте и 48 — в Австралийском. «Burn Burn» — единственный сингл, изданный в Германии.
«Last Train Home», второй сингл с альбома, был издан в январе 2004 года и стал самым успешным. Это одна из самых узнаваемых и популярных композиций группы. Сингл достиг вершины чарта Modern Rock Tracks и десятого места в Mainstream Rock Tracks.
Последующие синглы не смогли повторить успех «Last Train Home». Третьим синглом стала песня «Wake Up (Make a Move)». В Modern Rock Tracks сингл занял девятое место, в Mainstream Rock Tracks — шестнадцатое. Следующие синглы, «Last Summer» и «Goodbye Tonight» заняли, соответственно, 13 и 42 места в Британском чарте синглов. В 2005 был выпущен последний сингл, «I Don’t Know», который предназначался только для радио.
Песня «To Hell We Ride» звучит в видеоигре Need for Speed: Underground компании Electronic Arts. В самой игре название песни было заменено на «Ride».

## Релиз и реакция
Start Something стал для группы прорывом на мировую сцену. Он достиг 33 места в Billboard 200. Этот альбом обеспечил Lostprophets международное признание, став «золотым» в США и «платиновым» в Великобритании.
Но критики не сошлись в мнениях об альбоме. Джонни Лофтус с Allmusic дал ему две звезды из пяти и не воспринял серьёзно. Кирк Миллер из Rolling Stone сравнил Lostprophets с Faith No More, а Иана Уоткинса — с Майком Паттоном, и выставил оценку в три балла из пяти. Но были и более позитивные оценки от других порталов, к примеру, Drowned in Sound и HardcoreSounds.

## Тур в поддержку альбома
В поддержку Start Something группа гастролировала по Северной Америке, Европе, а в Австралии и Новой Зеландии пристутствовала в лайн-апе фестиваля Big Day Out.

## Список композиций
Слова и музыка всех песен — Lostprophets.
| №   | Название                         | Длительность |
| --- | -------------------------------- | ------------ |
| 1.  | «We Still Kill the Old Way»      | 4:20         |
| 2.  | «To Hell We Ride»                | 3:40         |
| 3.  | «Last Train Home»                | 4:35         |
| 4.  | «Make a Move»                    | 3:56         |
| 5.  | «Burn Burn»                      | 3:36         |
| 6.  | «I Don't Know»                   | 3:57         |
| 7.  | «Hello Again»                    | 4:56         |
| 8.  | «Goodbye Tonight»                | 3:54         |
| 9.  | «Start Something»                | 3:26         |
| 10. | «A Million Miles»                | 4:32         |
| 11. | «Last Summer»                    | 4:07         |
| 12. | «We Are Godzilla, You Are Japan» | 4:05         |
| 13. | «Sway»                           | 10:24        |

| №   | Название                    | Длительность |
| --- | --------------------------- | ------------ |
| 1.  | «We Still Kill the Old Way» | 4:20         |
| 2.  | «To Hell We Ride»           | 3:40         |
| 3.  | «Last Train Home»           | 4:35         |
| 4.  | «Wake Up (Make a Move)»     | 3:56         |
| 5.  | «Burn, Burn»                | 3:36         |
| 6.  | «I Don't Know»              | 3:57         |
| 7.  | «Hello Again»               | 4:56         |
| 8.  | «Goodbye Tonight»           | 3:54         |
| 9.  | «Start Something»           | 3:26         |
| 10. | «A Million Miles»           | 4:24         |
| 11. | «Last Summer»               | 4:07         |
| 12. | «Sway»                      | 5:00         |
| 13. | «Outro»                     | 5:31         |

- «Make a Move» на этой версии переименована в «Wake Up (Make a Move)», «We Are Godzilla, You Are Japan» исключена, а «Sway» разделена на две части: «Sway» и «Outro».